# Lens (España)
Lens (llamada oficialmente San Paio de Lens) es una parroquia y una aldea española del municipio de Ames, en la provincia de La Coruña, Galicia.

## Otras denominaciones
La parroquia también es conocida por el nombre de San Pelayo de Lens.

## Organización territorial
La parroquia está formada por dos entidades de población:
- Lens
- Miso

## Demografía

### Parroquia
| Gráfica de evolución demográfica de Lens (parroquia) entre 2000 y 2018 |
|                                                                        |
| Datos según el nomenclátor publicado por el INE.                       |

### Aldea
| Gráfica de evolución demográfica de Lens (aldea) entre 2000 y 2018 |
|                                                                    |
| Datos según el nomenclátor publicado por el INE.                   |